# 峨眉鳞果星蕨
峨眉鳞果星蕨（学名：Lepidomicrosorium emeiense），为水龙骨科鳞果星蕨属下的一个植物种。